# Cryptoblepharus rutilus
Cryptoblepharus rutilus (палауський змієокий сцинк) — вид сцинкоподібних ящірок родини сцинкових (Scincidae). Ендемік Палау.

## Поширення і екологія
Палауські змієокі сцинки широко поширені на островах Палау. Вони живуть на скелястих морських узбережжях та в прилеглих лісах у внутрішніх частинах островів. Відкладають яйця.